# Die Schlacht bei Saarburg
Die Schlacht bei Saarburg ist ein expressionistisches Gedicht von Alfred Lichtenstein. Historischer Hintergrund ist die Schlacht bei Saarburg als Teil der Schlacht in Lothringen und der Schlacht bei Mörchingen und Dieuze.

## Historischer und biografischer Kontext
Lichtenstein begann 1913 seinen Wehrdienst als Einjährig-Freiwilliger und nahm von Kriegsbeginn im August 1914 an am Ersten Weltkrieg teil. Das Gedicht beschreibt die Schlacht in Lothringen, die vom 20. bis 22. August in der Umgebung der Stadt Sarrebourg (deutsch: Saarburg) geführt wurde.
Die Schlacht bei Saarburg war Lichtensteins letztes Gedicht. Am 16. September 1914 schickte er es nach Berlin an Franz Pfemfert, den Herausgeber der Zeitschrift Die Aktion, in der er auch vor dem Krieg Gedichte veröffentlicht hatte. Am 25. September, noch bevor das Gedicht seinen Adressaten Ende Oktober erreichte, starb Lichtenstein bei Vermandovillers.
Veröffentlicht wurde Die Schlacht bei Saarburg erst am 22. Februar 1915 im Berliner Börsen-Courier, zusammen mit der Nachricht von Lichtensteins Tod.

## Text
Die Erde verschimmelt im Nebel.

Der Abend drückt wie Blei.

Rings reißt elektrisches Krachen

Und wimmernd bricht alles entzwei.

Wie schlechte Lumpen qualmen

Die Dörfer am Horizont.

Ich liege gottverlassen

In der knatternden Schützenfront.

Viel kupferne feindliche Vögelein

Surren um Herz und Hirn.

Ich stemme mich steil in das Graue

Und biete dem Morden die Stirn.

## Form und Inhalt
Das Gedicht besteht aus drei vierversigen Strophen mit halbem Kreuzreim (ABCB). Die gereimten Verspaare enden mit stumpfer Kadenz, die ungereimten mit klingender Kadenz. Die dreihebigen Verse beginnen jambisch (außer V. 8 und V. 10), sind im weiteren Verlauf aber metrisch uneinheitlich, da die Hebungen mal von einer, mal von zwei Senkungen unterbrochen werden.
Aus der Perspektive eines Frontsoldaten beschreibt das Gedicht die Trostlosigkeit der vom Krieg zerstörten Landschaft (V. 1–2, 5–6), den Lärm der Schlacht (V. 3–4), das Gefühl des Verlorenseins (V. 7–8) und den Umgang mit der ständigen Todesgefahr (V. 9–12), die die Gefühle und Gedanken des lyrischen Ichs („Herz und Hirn“, V. 10) bestimmt. Wie in anderen Kriegsgedichten (z. B. Abschied) drückt Lichtenstein auch hier Todesahnungen aus.

## Rezeption
1919 nahm Kurt Pinthus das Gedicht in seine Anthologie expressionistischer Lyrik Menschheitsdämmerung auf. 1986 erschien das Gedicht, zusammen mit einer Interpretation von Ludwig Harig, in der Frankfurter Anthologie.

## Sekundärliteratur
- Markus Fischer: Lyrische Antworten auf den Ersten Weltkrieg. Kriegsgedichte des expressionistischen Jahrzehnts. In: Temeswarer Beiträge zur Germanistik. Band 15. Mirton Verlag Temeswar 2018, S. 99–130.
- Elcio Loureiro Cornelsen: Der Erste Weltkrieg in der expressionistischen Lyrik. In: Anuari de Filologia. Literatures contemporànies. 6/2016, S. 33–42.
- Dietrich Heißenbüttel: Dir zu Häupten platzen die Granaten. In: Kontext: Wochenzeitung 165, 28. Mai 2014.